# Асаревичі
Асаревичі (біл. Асарэвічы) — село в Білорусі, у Брагінському районі Гомельської області, підпорядковане Новойолчанській сільській раді. Населення — 394 особи (2004 рік).
Село Асаревичі розташоване на південному сході Білорусі, у південній частині Гомельської області, за 34 км на південний схід від районного центру.